# Araneus ellipticus
Araneus ellipticus är en spindelart som först beskrevs av Benoy Krishna Tikader och Bal 1981.  Araneus ellipticus ingår i släktet Araneus och familjen hjulspindlar. Inga underarter finns listade i Catalogue of Life.